# بوت‌اشتت
شهر بوت‌اشتت در ایالت تورینگن در کشور آلمان واقع شده است.